# Asayama Ichiden Ryū
Asayama Ichiden Ryu (浅山一伝流) es un arte marcial japonés tradicional que originalmente se enfocaba únicamente en el kenjutsu y jujutsu pero incorporó más tarde el uso del kodachi, sōjutsu, kama, ninjutsu, torite, bōjutsu y shuriken, conociéndose el conjunto como Asayama Ichiden Ryu Taijutsu.

## Historia
El estilo fue desarrollado por Asayama Mitsugoro Ichidensai , tercer hijo de Asayama Genban Minamoto no Yoshitada Ichiryosai, experto militar al servicio de Akai Aku Uemon Kageto, el señor de los distritos de Amado e Hikami. Según los registros de la escuela, a la edad de 12 años Ichidensai tuvo una visión en forma de sueño de Fudo Myo la cual dio como resultado su milagrosa iluminación y la creación del Asayama Ichiden Ryu. Este Ryu se desarrolló en el Dominio Aizu por la casa Tanaka, quienes servían como consejeros superiores al señor del dominio.
En la Era Meiji 1868 - 1912 la 12ª generación sôke de la ryu, Tanaka Tamotsu, traspasó la autoridad a Okura Hisajiro Naoyuki quien se convirtió en el 13º soke. Éste era un guerrero pequeño, pues medía solo 4 shaku y 8 sunso - 147 cm y  pesaba 11 kan - 41,25kg.[cita requerida] No obstante era un experto con un dojo en Koishikawa, Tokyo. Okura era también amigo de Jigorō Kanō, de la escuela Kōdōkan y contaba con muchos seguidores de entre las filas de alumnos del Kōdōkan.
Tenía 2 antiguos alumnos, Adachi Yuicho y Nagamuna Tsuneyuki. Okura casó a su única hija con Nagamuna y le señaló como la 14ª generación dirigente de la Ryu. Nagamuna transmitió la escuela a su segundo hijo Yoshiyuki pero debido a una razón personal Yoshiyuki la ryu pasó al alumno de mayor antigüedad de Nagamuna, Ueno Takashi, siendo éste pues la 16ª generación dirigente.[cita requerida] Después de la muerte de su padre, Yoshiyuki regresó y enseñó a algunos seguidores. En el 12º mes de  29º año de la Era Shōwa - 1954, Ueno Takashi pasó el título de Soke a la siguiente generación, pasando a ser Kaminaga Shigemi. Ueno Takashi recopiló e ilustró de forma escrita su transmisión en los llamados Shoden makimono, los cuales permitieron una transmisión coherente de las técnicas de esta Ryu. Los manuscritos originales de Asayama Ichiden Ryu son tres:
- Manejo de la Espada    -  Ten No Maki
- Técnicas de bastón  -  Jin No Maki
- Técnicas sin armas - Chi No Maki

Desafortunadamente solo quedan en Asayama Ichiden Ryu las transmisiones enseñadas en el pergamino Chi no Maki y algunos kuden sobre el manejo de la espada, dividido en cinco niveles :
- Jodan no Kurai
- Chudan no Kurai
- Gedan no Kurai
- Okuden no Kurai
- Idori no Kurai